# Bernwig
Bernwig est abbé de l’abbaye de Saint-Gall de 837 à 840/841. 
Il est mentionné pour la première fois le 25 mai 837 dans les registres en tant qu’abbé. Sa date de naissance est inconnue. Il est décédé le 8 décembre d'une année inconnue.

## Biographie
Les premières traces de la vie de Bernwig émergent entre 809 et 826 où il est souvent mentionné comme scribe. Ensuite entre 827 et 831 il fut doyen. Puis, dans le livre des frères de Reichenau, il y a une entrée au nom de Bernwig ainsi que dans le livre de profession de Saint-Gall. D’après les écrits de Ratpert, Bernwig fut élu abbé avec la bénédiction de l'empereur Louis le Pieux et à la demande de son prédécesseur Gozbert. Il mentionne également que Bernwig s'est rangé du côté de Lothair quand les fils de l'empereur Louis le Pieux se disputaient la succession. D’ailleurs cette prise de position en faveur de Lothair lui aurait coûté la charge d’abbé. On peut supposer que Bernwig eut abdiqué entre août 840 et avril 841.